# Носовая слизь

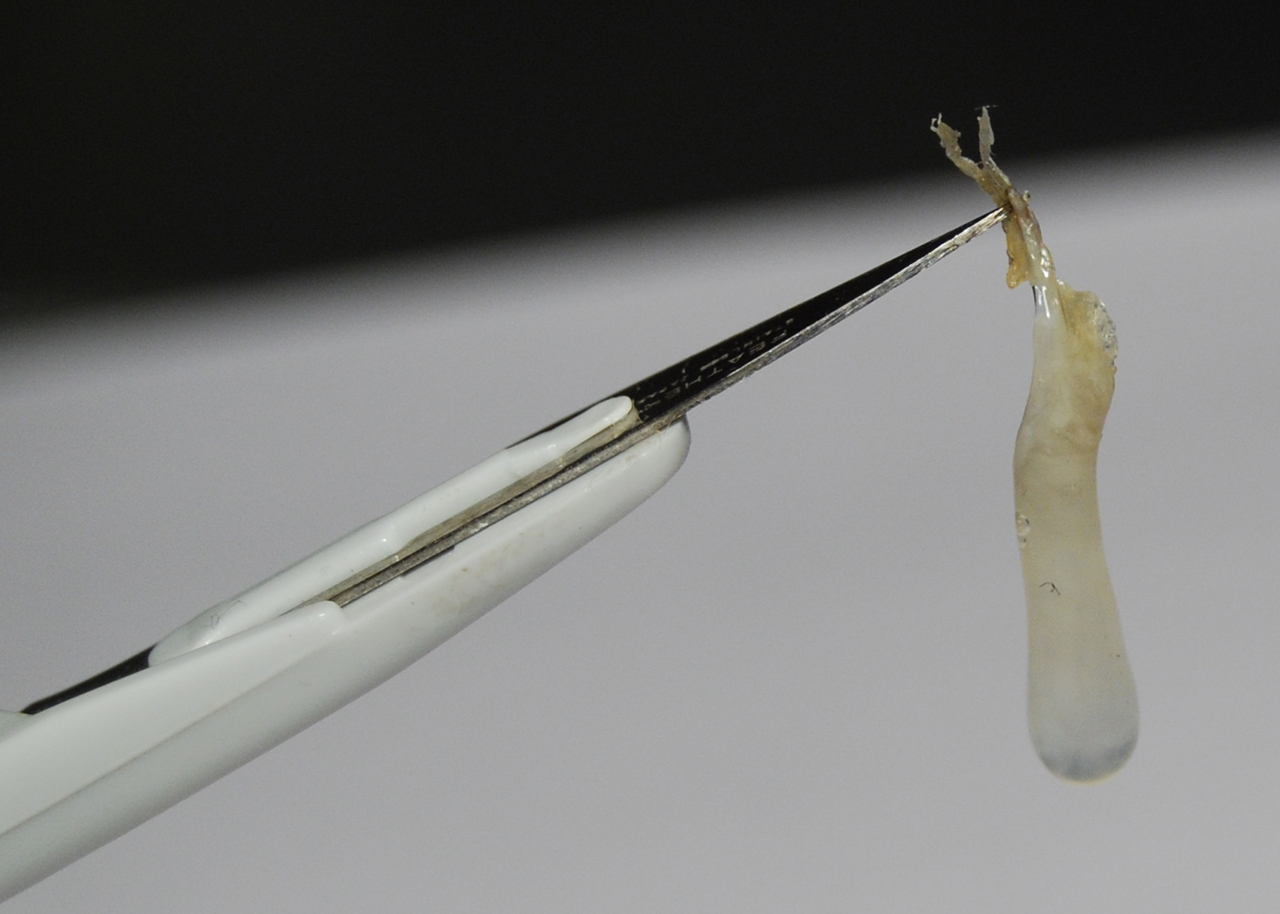
Полусухая носовая слизь

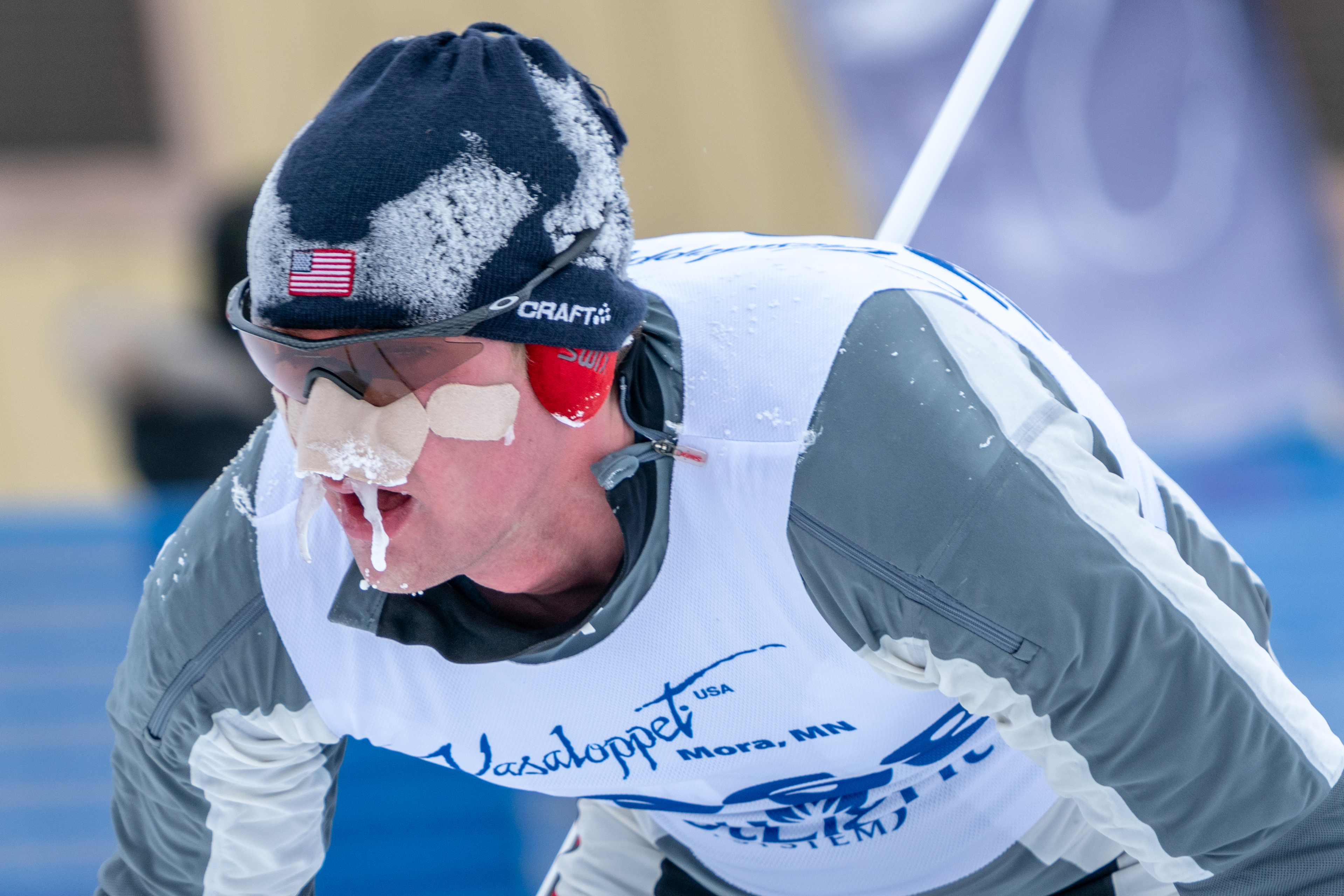
Кросс-кантри-лыжник с замороженной носовой слизью

Носовая слизь (муконаза́льный секре́т, или со́пли) — слизь, выделяющаяся в носу. В норме выделяется постоянно, около 100—500 мл в сутки, служит для поддержания влажного состояния слизистой полости носа, увлажнения вдыхаемого воздуха поступающего далее в нижние дыхательные пути, адгезии пыли из вдыхаемого воздуха и удаления его из полости носа в носоглотку и дальнейшего незаметного проглатывания вследствие деятельности реснитчатого эпителия. В норме вырабатывается секреторными бокаловидными клетками самой слизистой носа, также в его состав входит избыток слёз поступающий по носослёзному протоку.
На поверхности слизистой оболочки оседают примерно 10 % микроорганизмов, попавших в полость носа. Секрет слизистой оболочки состоит из неспецифических и специфических защитных факторов. Неспецифичные: гликопротеиды, лизоцим, лактоферрин, комплемент, ингибиторы протеазы, секреторные глюкозидазы, интерферон. Специфические — иммуноглобулины, выполняющие роль защиты от микроорганизмов. Благодаря деятельности тех и других факторов происходит нейтрализация вирусов, токсинов, лизис бактерий. Около 3/4 жидкой части носового секрета расходуется на увлажнение вдыхаемого воздуха (сосуды в носу подогревают воздух, который после нагрева становится влагоемким и переносит больше воды), остальная часть необходима для обеспечения самоочищения дыхательных путей. Носовой секрет у здоровых людей имеет рН 7,4 ± 0,3. Он представляет собой щелочной протеид, который при рН 7,5-7,6 превращается из золя в гель. Поверхностный слой геля расположен над золем и над ресничками и непосредственно контактирует с воздухом. Золь, имеющий низкую вязкость, близкую к вязкости воды, действует как вспомогательная среда, координирующая движение ресничек, которые транспортируют слой геля. Его вязкость примерно в 1000 раз больше вязкости слоя золь, за счет мукогликопротеидов  содержащих около 52 % сахара.
При увеличении носового секрета в полости носа организм провоцирует чихательный рефлекс для удаления патогенов и излишек золя. Назальный секрет является связующим для соединения органических и неорганических структур, накопившихся в носовой полости в процессе дыхания и задержанными ресничками.
При простуде, аллергии или при охлаждении (замерзании) носа, воздействии химических раздражающих веществ, слезотечении выделение слизи увеличивается (при слезотечении, в том числе при плаче, за счёт увеличения количества поступающего избытка слёз, если в них содержатся ещё и раздражающие вещества, то вторично и из-за увеличения секреции). Избыточное выделение муконазального секрета, сопровождающееся воспалением слизистой полости носа (ринит), называется насморком (при истечении слизи наружу — ринореей), а скапливаемый в полости носа и истекающий наружу избыток называется разг. со́пли, а засохшая корочка — козя́вка. При обильном насморке муконазальный секрет стекает по задней стенке носоглотки.
При большом количестве носовой слизи может начаться головная боль.
Существуют специальные препараты, например, носовые капли и спреи для носа. Они сужают сосуды пещеристой ткани средней и нижней носовых раковин полости носа, тем самым помогая дышать легче. Впрочем, их использование означает симптоматическое лечение, от насморка они не излечивают.
Носовая слизь выделяется железами слизистой оболочки полости носа, служит для увлажнения вдыхаемого воздуха и связывания вдыхаемой пыли; также слизь обладает антисептическими свойствами.
В состав носовой слизи входят: вода, соль, муцин, клетки эпителия:
- верхний слой назального секрета формируется главным образом за счёт муцина
- 5—10 % его составляют нейтральные и кислые гликопротеины, обусловливающие вязкость секрета (зависит от внутри- и межмолекулярных дисульфидных и водородных связей, при разрушении которых вязкость уменьшается)
- IgA, обладающим широким спектром защитного действия (антимикробным и антивирусным)
- факторы врождённого иммунитета: лизоцим, лактоферрин, фибронектин, интерфероны[4]

При избыточном выделении муконазального секрета требуется очистка носа посредством форсированного выдоха через него (высмаркивания), иногда — применение носовых ингаляторов и лекарственных средств (антиконгестанты, антигистаминные препараты и так далее).